# Ferenc Paragi
Ferenc Paragi  (né le 21 août 1953 à Budapest et mort le 21 avril 2016) est un athlète hongrois, spécialiste du lancer du javelot.

## Biographie
Il participe aux Jeux olympiques d'été de 1976, à Montréal, mais ne parvient pas à franchir le cap des qualifications.
Le 23 avril 1980, à Tata, Ferenc Paragi établit un nouveau record du monde du lancer du javelot avec 96,72 m, améliorant de plus de deux mètres l'ancienne meilleure marque mondiale détenue depuis les Jeux olympiques de 1976 par son compatriote Miklós Németh. Il se classe 10e des Jeux olympiques de 1980 à Moscou.
Il remporte cinq titres nationaux (en 1975, 1976, 1977, 1979 et 1982).
Il devient ensuite entraîneur et guide notamment le lanceur de javelot néerlandais Ronald Hertog médaillé de bronze aux Jeux paralympiques de 2012.
Il meurt à l'âge de 62 ans d'une crise cardiaque.